# 马尔卡洛和卡索内
马尔卡洛和卡索内（義大利語：Marcallo con Casone），是意大利米兰广域市的一个市镇。总面积8.09平方公里，人口5903人，人口密度729.7人/平方公里（2009年）。国家统计（ISTAT）代码为015134。

## 友好城市
- 法國比布里
- 爱尔兰Macroom